# Gabriel Guillén

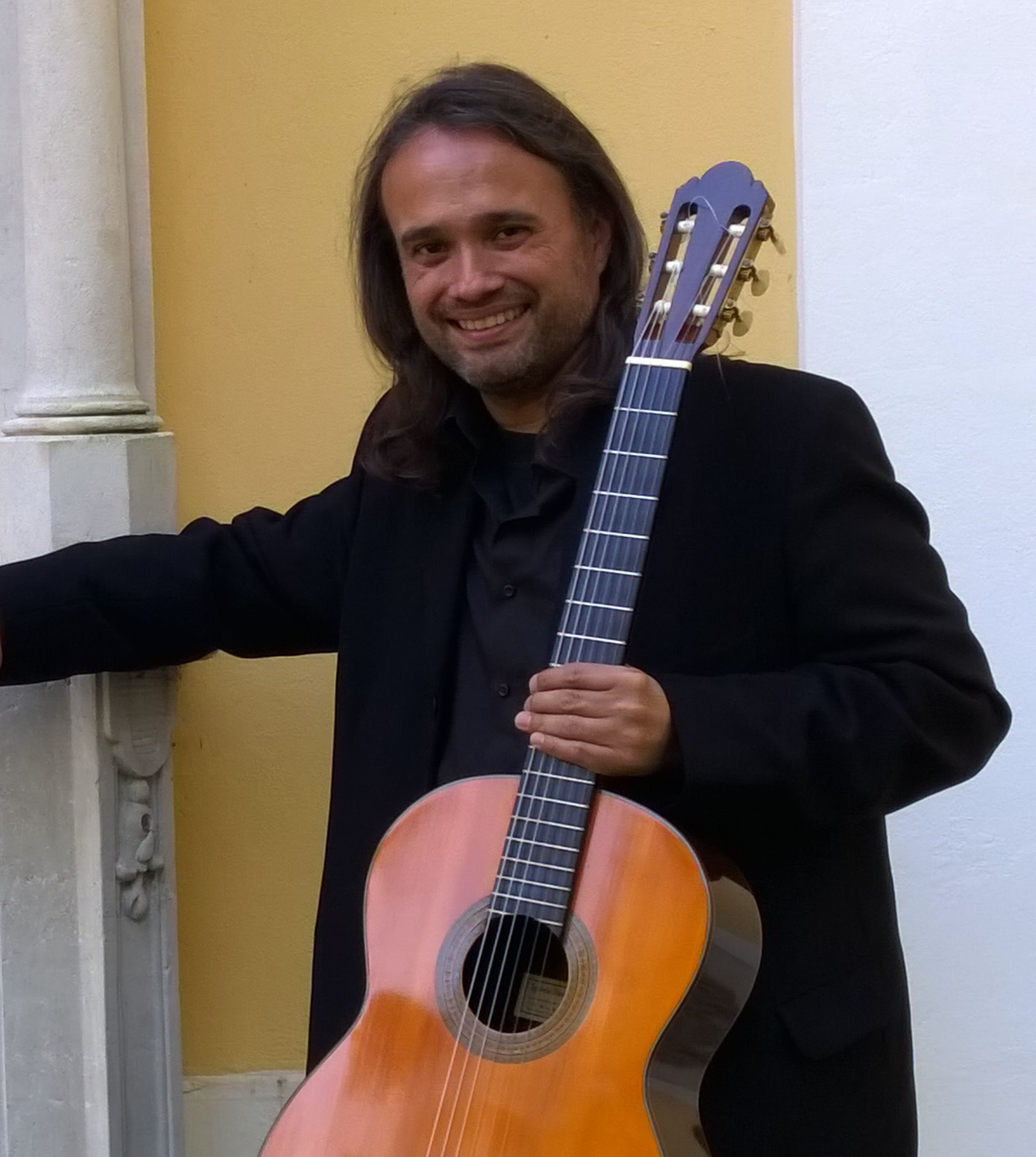
Gabriel Guillén (2014)

Gabriel Guillén (* 1969 in Maracay, Venezuela) ist ein venezolanisch-österreichischer klassischer Gitarrist.

## Leben und Wirken

### Studium und Konzerttätigkeit
Guillén studierte an der Musikschule des Orquesta Filarmónica de Caracas bei dem uruguayischen Gitarristen Mario Vidalin (Gitarren-Technik Abel Carlevaro). Er beschäftigte sich insbesondere mit argentinischer und uruguayischer Musik. Anschließend studierte er an der Escuela Superior de Música Jose Angel Lamas in Caracas bei José Gregorio Guanchez, Leopoldo Igarza und José Rafael Cisneros. Zudem besuchte er Meisterkurse bei unter anderem Abel Carlevaro und studierte bei Konrad Ragossnig in Zürich und bei Walter Würdinger in Wien.
Guillén konzertierte in vielen Länder Europas sowie in China, Japan, den USA, Süd- und Mittelamerika.
Seit 1998 ist er Präsident des Internationalen Gitarrenfestivals in Rust/Österreich und künstlerischer Leiter bei mehreren Musikfestivals.

### Lehrtätigkeit
Seit 1992 ist Guillén Dozent für Gitarre am Joseph-Haydn-Konservatorium des Landes Burgenland (seit 2023 Joseph-Haydn-Privathochschule) in Eisenstadt und am Richard Wagner Konservatorium in Wien. Er war außerdem Gastdozent an der Musikuniversität in Guanajuato/Mexiko und Jurymitglied bei internationalen Wettbewerben (GFA, Kutná Hora, Cherepovets, St. Petersburg, Rust, Forum Gitarre, Festival J. K. Mertz in Bratislava, Festival Morelia in Mexiko, Giuliani-Wettbewerb in Bari).

## Auszeichnungen
Guillén erhielt den Würdigungspreis des Unterrichtsministeriums in Österreich (1992), den Kerypreis sowie den Artingerpreis (2008), Ehrenpreise der Fundación Venezuela Positiva, der Rotary International Caracas-Avila, Ehrenpreise der Stadt Fiuggi für seine Konzerttätigkeit und der Stadt Fiuggi für seine Arbeit als künstlerischer Leiter des Gitarrenfestivals Rust.

## Diskografie (Auswahl)
- Spanish Guitar Recital 2. Werke von u. a. Bach, Scarlatti, Lauro, Ginastera, Villa-Lobos, Agustín Barrios Mangoré (Cheer; 2002)